# Don't Bother
"Don't Bother" é uma canção da artista musical colombiana Shakira, tirada de seu sétimo álbum de estúdio, Oral Fixation, Vol. 2 (2005). A música foi lançada em 4 de outubro de 2005, pela Epic Records como single principal do álbum. A música foi escrita por Shakira, Lauren Christy, Graham Edwards e Scott Spock, e foi produzida por Shakira. "Don't Bother" é uma música influenciada pelo rock em que Shakira afirma ao seu ex-namorado que ela não precisa de seu amor e pode seguir sem ele.
Após o seu lançamento, "Don't Bother" recebeu comentários em sua maioria positivos dos críticos de música, que elogiaram os vocais de Shakira, mas sentiram que as letras da música eram estranhas. Comercialmente, a faixa ficou bem nos gráficos de single, entrando no top dez de países como Áustria, Alemanha, Itália, Suíça e Reino Unido. Nos Estados Unidos, a música alcançou o número 42 no Billboard Hot 100 e no número 25 no Billboard Mainstream Top 40. "Do not Bother" foi mais tarde certificado de ouro pela Recording Industry Association of America (RIAA), por mais de 500.000 downloads. Um videoclipe de acompanhamento para a música foi dirigido por Jaume de Laiguan e apresenta Shakira atormentando seu antigo namorado e esmagando seu carro em um pátio de demolição. Como promoção, Shakira cantou a música em vários prêmios e reality shows. Também foi incluída no set-list da Oral Fixation Tour.

## Antecedentes e composição
"Do not Bother" foi escrito por Shakira, Lauren Christy e trio de produção de música pop americana The Matrix, que é composto por Lauren Christy, Graham Edwards e Scott Spock. Shakira também produziu a música. Para o sétimo álbum de estúdio Fijación Oral, Vol. 1, (2005), "Do not Bother" muda musicalmente para uma composição com mais rock em comparação com os lançamentos anteriores de Shakira. De acordo com a partitura publicada na Musicnotes.com pela Sony/ATV Music Publishing, a música é publicada na nota de Mi menor (a chave relativa Sol maior está no refrão) e tem um ritmo de rock moderado de 130 batimentos por minuto. O alcance vocal de Shakira na canção abrange a nota de E3 to E5. Através das letras da música, Shakira diz a seu antigo namorado para não "incomodar" ou sentir pena dela, depois que a trocou por outra outra mulher. Ela garante que ele "nunca me verá [Shakira] chorar" e que ela continuará sua vida sem ele. A música contém uma ponte falada em que Shakira lista uma série de coisas que ela poderia fazer para convence-lo a ficar com ela, como "mover-se para um país comunista", mas admite que isso não teriam efeito sobre ele. Pam Avoledo, da Blogcritics, encontrou o tema da música semelhante à do single "Objection (Tango)", da cantora. Shakira descreveu a música como um hino feminista, dizendo:

"Eu acho que 'Do not Bother' tem muita dor nela como uma música, mas também muito humor e sarcasmo. Sim, é uma maneira de exorcizar todos esses sentimentos, uma forma de catarse, se livrar de todas essas emoções que torturam nos mulheres em algum momento de nossas vidas".

A canção foi lançada pela Epic Records como single principal do Oral Fixation, Vol 2 e estreou em 9 de outubro de 2005, nos Estados Unidos, pela primeira iniciativa da AOL Music. O single ganhou sua versão física mundial em 4 de outubro de 2005. O single foi disponibilizado para download digital na iTunes Store em 18 de outubro de 2005.

## Recepção da critica
A música recebeu comentários em sua maioria positivos dos críticos de música. Matt Cibula do PopMatters, elogiou o tema e a entrega vocal "furiosa e sexual e auto-zombadora" de Shakira, mas achou a música "estranha" e "internamente inconsistente". Alexis Petridis, do The Guardian, elogiou a natureza imprevisível da música, embora ele também tenha observado que a letra sugeria, às vezes, um "aperto vacilante do inglês". Edward Oculicz da Stylus Magazine, deu uma revisão positiva, chamando o refrão da música de "machucado" e "hino" e as letras "impossíveis para falantes nativos cantar". Pam Avoledo da Blogcritics, também foi positiva em relação à música, observando a melhora na entrega vocal de Shakira e chamando-a de "ruidoso ainda sensíveis". Spencer D. da IGN, sentiu o destaque para a música como a ponte falada de Shakira, dizendo que ela deixa a "luz do seu sotaque toca sua língua e a apresenta mais como ela mesma do que o resultado óbvio dos trabalhos pop anteriores". Stephen Thomas Erlewine da AllMusic, escolheu a música como um destaque do álbum.

## Performance comercial
Na Áustria, a música entrou na tabela de singles no número 17 e chegou ao número seis, passando um total de 24 semanas no gráfico. Na Finlândia, a música entrou e atingiu o número quatro no gráfico, tornando-se o single mais alto da Shakira na região desde "Whenever, Wherever" (2001). Sua permanência na parada, no entanto, foi muito curta e durou apenas uma semana. "Do not Bother" alcançou o número cinco na tabela de singles na Hungria e também atingiu o número seis no gráfico de airplay. Na Itália, a música apresentou um desempenho moderadamente bem, entrando no gráfico no número 12 e atingindo o número oito; Gastou um total de 11 semanas no gráfico. Na Noruega, a música perdeu por pouco o top cinco ao atingir o número seis. Na Suíça, a música entrou no gráfico no número 10 e atingiu o pico de oito; permaneceu no gráfico por um longo período de 31 semanas. No Reino Unido, a música estreou e atingiu o número nove na parada de singles, passando um total de cinco semanas no gráfico. Foi o primeiro single de Shakira desde "Objection (Tango)" (2002), para traçar um gráfico no país.
Nos Estados Unidos, "Do not Bother" perdeu um pouco a traçar a parada no top 40 do Billboard Hot 100, atingindo o pico de número 42. Ele gastou um total de nove semanas no gráfico. No Mainstream Top 40, alcançou o número 25 e passou um total de 10 semanas no gráfico. Nos EUA, a música foi certificada de ouro pela Recording Industry Association of America, pelas vendas de 500 mil unidades.

## Videoclipe
O videoclipe de acompanhamento de "Do not Bother" foi dirigido por Jaume de Laiguana, que já havia colaborado com Shakira no clipe de "No", e foi lançado em 15 de novembro de 2005. O videoclipe começa com um homem que estaciona seu carro esportivo em frente a uma casa e tenta entrar. Shakira é vista deitada sobre uma cama na casa e o homem aparece e fica ao lado dela, indicando que eles são um casal. Assim que o homem adormecer, Shakira acorda e fica em cima do homem e começa a acariciá-lo, morde-lo e sussurrar em suas orelhas algumas vezes, embora ele não acorde. Shakira leva as chaves do carro do homem e dirigi para um pátio de demolição. O vídeo então mostra cenas de Shakira sexualmente se sexualizando para o homem em um banho. A cena, então, muda de volta ao pátio de demolição, onde Shakira começa a tocar uma guitarra rosa. Após a ponte falada da música, Shakira coloca o carro de seu parceiro em um triturador de carros, o que logo começa a derrubá-lo. O homem reage de forma semelhante ao carro sendo esmagado e começa a experimentar movimentos contínuos de corpo e espasmos, indicando uma conexão entre seu carro e seu corpo. Depois que o carro é totalmente destruído, Shakira deixa o homem inconsciente na cama, sai da casa e começa a caminhar na rua de forma triunfante. Shakira explicou o uso do simbolismo do carro no vídeo, dizendo que "o carro de um homem é como uma extensão de seu ego e sua masculinidade. Achei que seria um vídeo que faria as mulheres se identificarem".
Sal Cinquemani da Slant Magazine, reagiu positivamente ao vídeo e o achou "rico em simbolismo". Shakira revelou que uma freira de um colégio católico que ela freqüentava estava irritada pelo vídeo dizendo que "uma das freiras está me procurando depois de ver o vídeo "Don't Bother".

## Performances ao vivo

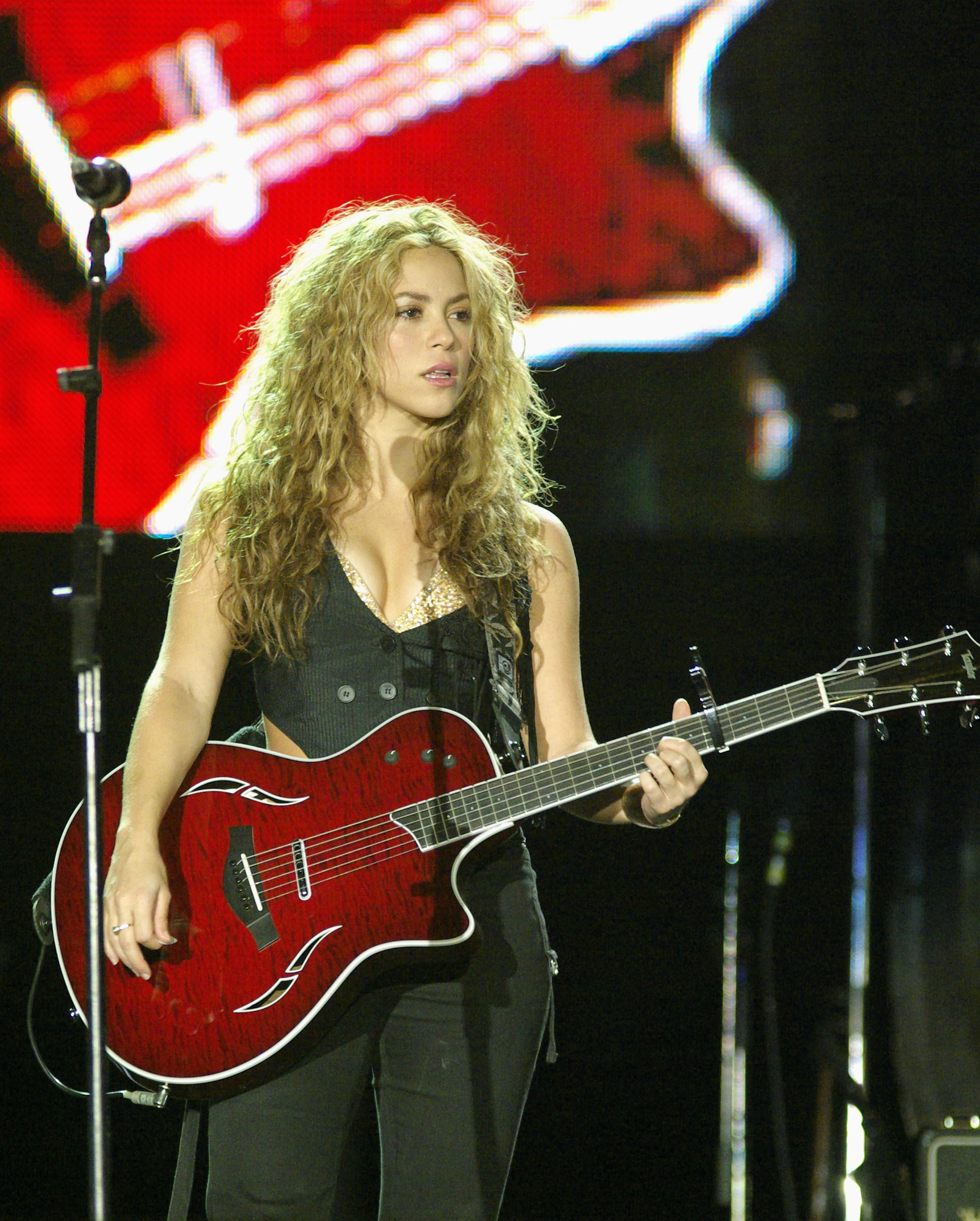
Shakira performando "Don't Bother" no Rock in Rio em Madrid, Espanha.

Shakira performou "Do not Bother" ao vivo pela primeira vez no Nordic Music Awards de 2005, realizado em 29 de outubro de 2005. Ela continuou a tocar a canção na cerimônia do Prêmios MTV Europe Music Awards em 3 de novembro de 2005, onde também ganhou o prêmio de "Melhor Artista Feminina". Em novembro, a cantora fez um show de surpresa na Times Square e interpretou "Do not Bother" junto com "La Tortura" e "Hey You". "Do not Bother" também foi performado no programa de televisão Jensen!, juntamente com "La Tortura". Seguindo de performances no Good Morning America em 2 de dezembro e The Ellen DeGeneres Show três dias depois. Em 10 de dezembro de 2005, ela interpretou a música junto com "La Tortura" no Saturday Night Live. Cinco dias depois, Shakira tocou a música durante uma aparição no Late Night with David Letterman. A música também foi incluída no set do Z100's Jingle Ball no Madison Square Garden, em Nova York, que aconteceu no dia seguinte. A cantora também performou "Do not Bother", ao vivo no MTV's New Year of Music da MTV, em 31 de dezembro de 2005.
Ela voltou para a Europa para outro passeio promocional da música, começando em 21 de janeiro de 2006 no NRJ Music Award na França. Shakira mais tarde foi para o Reino Unido para divulgar "Do not Bother" no Top of the Pops em 29 de janeiro e CD:UK em 4 de fevereiro. Em 2 de março, ela apareceu no GMTV, para promover a música, Também apareceu no Sanremo Music Festival 2006 no mesmo dia e Pop World dois dias depois. Ela então viajou para a Alemanha para performar a música em 12 de março de 2006 no Echo Awards.
Pouco antes do início de sua turnê, Shakira cantou a música durante o festival Rock in Rio, em Lisboa, em Portugal, em 26 de maio de 2006. "Do not Bother" foi incluído no set-list dos concertos da Oral Fixation Tour, lançada em 2006 para promover os álbuns Fijación Oral, Vol. 1 e Oral Fixation, Vol. 2. Enquanto emendou um concerto no Live Earth, realizado em Hamburgo em 7 de julho de 2007, na Alemanha, Shakira cantou "Do not Bother" junto com outras três músicas. Ela também incluiu a música na set-list definitiva para o seu show no Rock in Rio, realizado em Madri, Espanha, em 4 de julho de 2008.

## Faixas e formatos
| - CD single 1. "Don't Bother" – 4:17 2. "No" pt. Gustavo Cerati (versão do álbum) – 4:45 3. "Don't Bother" (Jrsnchz Main Mix) – 5:34 4. "No" ft. Gustavo Cerati (videoclipe) | - Download Digital 1. "Don't Bother" – 4:17 |  |

## Desempenho nas tabelas musicais
| Chart (2005)                                   | Maior posição |
| ---------------------------------------------- | ------------- |
| O campo songid é OBRIGATÓRIO PARA PARADA ALEMÃ | 7             |
| Austrália (ARIA)                               | 30            |
| Áustria (Ö3 Austria Top 75)                    | 6             |
| Bélgica (Ultratop 50 de Flandres)              | 28            |
| Bélgica (Ultratop 50 da Valônia)               | 32            |
| Dinamarca (Hitlisten)                          | 14            |
| Estados Unidos (Billboard Hot 100)             | 42            |
| Estados Unidos (Billboard Mainstream Top 40)   | 25            |
| Finlândia (Suomen virallinen lista)            | 4             |
| França (SNEP)                                  | 24            |
| Hungria (Rádiós Top 40)                        | 6             |
| Hungria (Single Top 40)                        | 5             |
| Irlanda (IRMA)                                 | 13            |
| Itália (FIMI)                                  | 8             |
| Noruega (VG-lista)                             | 6             |
| Países Baixos (Single Top 100)                 | 15            |
| Reino Unido (UK Singles Chart)                 | 9             |
| República Checa (Rádio Top 100)                | 7             |
| Suécia (Sverigetopplistan)                     | 28            |
| Suíça (Schweizer Hitparade)                    | 8             |

| País (2006) | Posição |
| ----------- | ------- |
| Austrália   | 73      |
| Hungria     | 68      |
| Suíça       | 91      |

## Vendas e certificações
| Região                                         | Certificação | Vendas   |
| ---------------------------------------------- | ------------ | -------- |
| Estados Unidos (RIAA)                          | Ouro         | 500,000^ |
| ^distribuições baseadas apenas na certificação |              |          |